# دالي بارسونز
دالي بارسونز هو لاعب كرة القدم الكندية كندي، ولد في 1934 في ريجاينا في كندا.

## وصلات خارجية
- دالي بارسونز على موقع JustSportsStats.com (الإنجليزية)